# مؤسسة غزة الإنسانية

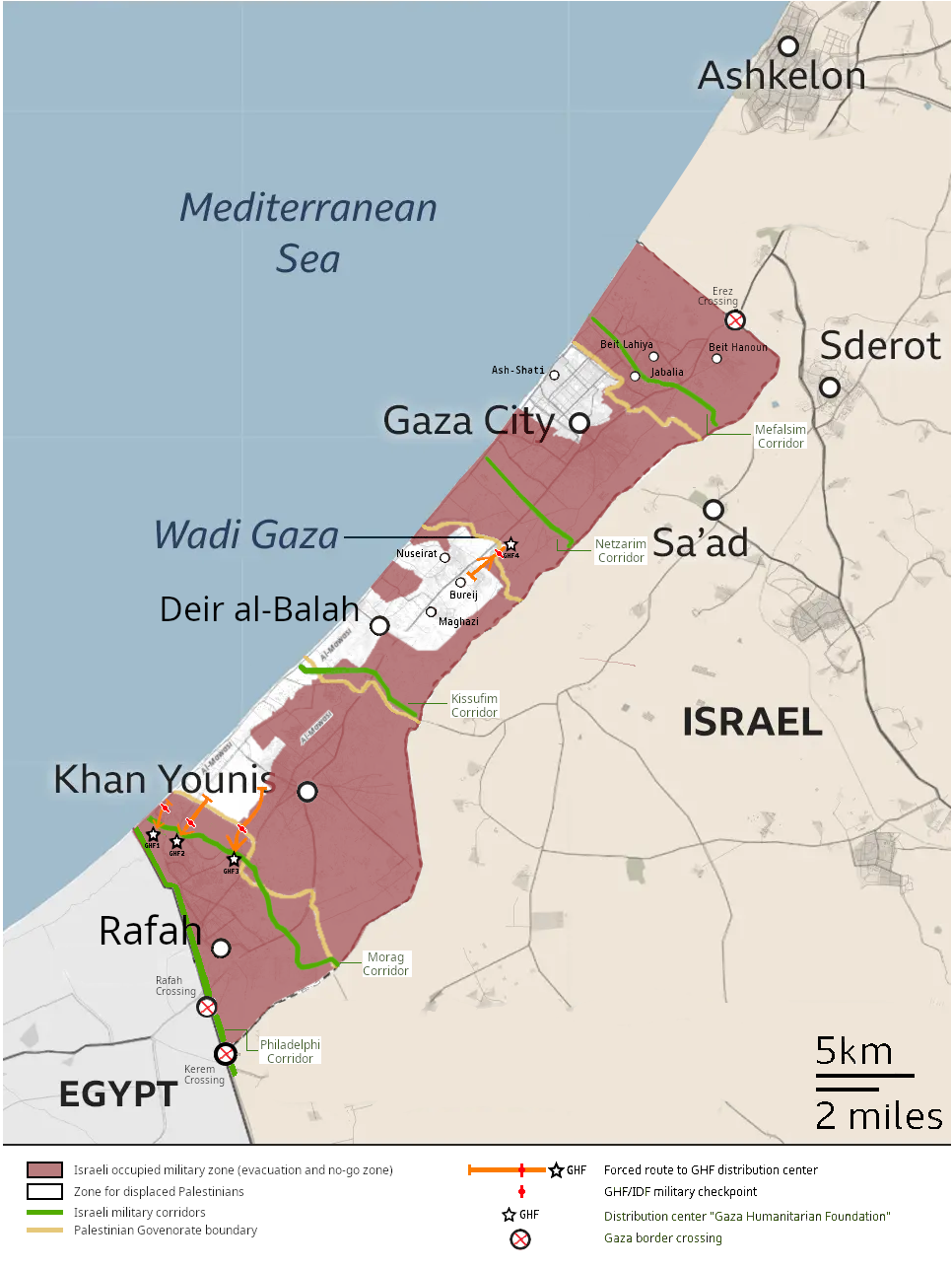
مراكز توزيع مساعدات مؤسسة غزة الإنسانية

مؤسسة غزة الإنسانية (بالإنجليزية: Gaza Humanitarian Foundation) هي منظمة أمريكية، يقع مقرها في ديلاوير، أُسست في فبراير 2025 كجهة خاصّة لتوزيع المساعدات الإنسانية في قطاع غزة، في أثناء الأزمة الإنسانية الواقعة في القطاع. قادها سابقًا، جيك وود حتى استقالته في 25 مايو 2025 مشيرًا إلى غياب الاستقلالية واستحالة الالتزام بالمبادئ الإنسانية الأساسية.
في 9 مايو 2025 أكدت الولايات المتحدة الأمريكية وضع خطة لجعل توزيع المساعدات عبر شبكة من الشركات الخاصّة، وبدأت المؤسسة توزيع المساعدات في ذلك الإطار في 26 مايو 2025. عُين جون مور رئيسًا للمؤسسة، وهو قس إنجيلي، كان مستشارًا سابقًا في إدارة ترامب الأولى. تحظى المؤسسة بالدعم من إدارة دونالد ترامب والحكومة الإسرائيلية. انتقد عملها من جانب الأمم المتحدة ومنظمات الإغاثة الأخرى؛ إذ اتهمت بتسييس توزيع المساعدات.
في 3 يونيو 2025، أعلنت مجموعة بوسطن الاستشارية، وهي شركة أمريكية ساعدت في إدارة عمليات مؤسسة غزة الإنسانية بالتنسيق الوثيق مع إسرائيل، عن إلغاء عقدها مع المؤسسة، وأنها أعطت أحد كبار الشركاء الذي كان مديرًا للمشروع إجازة مؤقتة ريثما تجري مراجعة داخلية.
بحلول 11 يوليو 2025، قُتل ما لا يقل عن 798 فلسطينيًّا عند نقاط توزيع مؤسسة غزة الإنسانية وقرب قوافل لمنظمات إغاثة أخرى وفقًا لمفوض الأمم المتحدة السامي لحقوق الإنسان، وأكثر من 3000 جرحوا أثناء سعيهم للحصول على المساعدات، ومعظمهم قرب منافذ مؤسسة غزة الإنسانية. ويشير الناجون من أحداث القتل أثناء توزيع المساعدات إلى العملية المدعومة من إسرائيل إلى كونها مصائد موت وليس توزيعًا للمساعدات. بناء عليه أرسل "مركز الحقوق الدستورية" في نيويورك مذكرة قانونية مشيرا بالمسؤولية الكامنة للمؤسسة بالتواطؤ في جرائم الحرب والجرائم ضد الإنسانية والإبادة الجماعية ضد الفلسطينيين.

## التنظيم والدعم
عين القس الإنجيلي، جوني مور، في منصب المدير التنفيذي لمؤسسة غزة الإنسانية في يونيو 2025، كان جوني مور قد أيد خطة ترامب للسيطرة الأمريكية على قطاع غزة.
ذكرت مصادر أمريكية لوكالة رويترز، وفق تقرير نشرته في الأسبوع الأول من يونيو، أن وزارة الخارجية الأمريكية تدرس منح مؤسسة غزة الإنسانية 500 مليون دولار من الوكالة الأمريكية للتنمية الدولية.
نشرت وكالة رويترز في 24 يونيو أنها اطلعت على وثيقة لوزارة الخارجية الأمريكية والبيت الأبيض تشير إلى أن الولايات المتحدة ستمنح مؤسسة غزة الإنسانية 30 مليون دولار، مع دفعة أولية قيمتها 7 ملايين دولار.

## العمليات
في 11 يونيو، اتهمت مؤسسة غزة الإنسانية حماس بقتل 5 أفراد تابعين للمنظمة في حافلة متجهة إلى مركز توزيع للمساعدات غرب خان يونس. في نفس الوقت، نقلت مصادر عبرية أن وحدة تابعة لحكومة حماس في غزة أعدمت 12 فردًا من عصابة أبو شهاب، المتهمة بالتعاون مع إسرائيل.
في أغسطس 2025، أعلن السفير الأمريكي لدى إسرائيل، مايك هاكابي، عن خطة لزيادة عدة مراكز توزيع مؤسسة غزة الإنسانية من 4 مراكز إلى 16 مركزًا.

## ردود الفعل

### الحكومات والمنظمات الدولية
وصف طوم فلتشر، منسق الإغاثة الطارئة في الأمم المتحدة، في كلمة أمام مجلس الأمن، منظمة غزة الإنسانية بأنها «عرض جانبي ساخر» و«ورقة تين لتغطية المزيد من العنف والتهجير». في 13 يونيو، قال المتحدث باسم مكتب الأمم المتحدة لتنسيق الشؤون الإنسانية: «أعتقد أنه يصح أن نقول إن مؤسسة غزة الإنسانية، من حيث المبادئ الإنسانية، كانت فاشلة».
دعا وكيل دائرة حقوق الإنسان في منظمة التحرير الفلسطينية المنظمات الدولية والأممية إلى مقاطعة منظمة غزة الإنسانية، مشيرًا إلى أن هذه المؤسسة هي وسيلة إسرائيلية للتهجير القسري لسكان غزة.
أصدر مكتب الإعلام الحكومي في غزة بيانًا في 9 يونيو، حمل فيه مؤسسة غزة الإنسانية مسؤولية مقتل 130 فلسطينيًّا وإصابة 1000 خلال أسبوعين من توزيع المساعدات. واتهم المؤسسة بأنها «واجهة دعائية تخدم الاحتلال الإسرائيلي».
أثناء لقاء مع وزير الخارجية الإسرائيلي، ذكرت وزيرة الخارجية النمساوية بيتي ماينل رايزنجر أن مؤسسة غزة الإنسانية «ليست شريكًا موثوقًا به لتوزيع المساعدات».
قال الرئيس التركي رجب طيب أردوغان أنه أخبر الرئيس الأمريكي أن عليه التدخل لوقف قتل الفلسطينيين الذي يقتلون تحديدًا في طوابير انتظار الطعام.
ذكر المتحدث باسم وكالة الأمم المتحدة لغوث وتشغيل اللاجئين الفلسطينيين الأونروا أن مؤسسة غزة الإنسانية لا تملك قاعدة بيانات ولا آلية توزيع عادلة بل تعتمد على من يصل أولًا.
ذكرت وزارة الخارجية الألمانية تعليقًا على نهج مؤسسة غزة الإنسانية في توزيع المساعدات أنه بات من الواضح أن هذه الآلية لا تصل إلى المدنيين بقدر كاف، ولا تعمل وفق المبادئ الإنسانية.
في 21 يوليو، صدر بيان مشترك من 25 دولة هي أستراليا والنمسا وبلجيكا وكندا والدنمارك وإستونيا وفنلندا وفرنسا وأيسلندا وإيرلندا وإيطاليا واليابان ولاتفيا وليتوانيا ولوكسمبورج وهولندا ونيوزيلندا والنرويج وبولندا والبرتغال وسلوفينيا وإسبانيا والسويد وسويسرا والمملكة المتحدة، جاء فيه «إن نموذج الحكومة الإسرائيلية في إيصال المساعدات خطير، ويغذي عدم الاستقرار، ويحرم سكان غزة من الكرامة الإنسانية».
طالب 21 سيناتورًا في مجلس الشيوخ الأمريكي بوقف تمويل مؤسسة غزة الإنسانية، في رسالة موجهة إلى وزير الخارجية ماركو روبيو، بسبب انتهاكات صارخة لمبادئ العمل الإنساني.
طالب وزير الخارجية الفرنسي جان-نويل بارو، في 31 يوليو 2025، بوقف أنشطة مؤسسة غزة الإنسانية، قائلًا: « التوزيع المسلح للمساعدات الإنسانية الذي تسبب في إراقة الدماء في مراكز التوزيع في غزة فضيحة وأمر مخز ويجب أن يتوقف».

### المنظمات غير الحكومية والمجتمع المدني
قدمت منظمة غير حكومية سويسرية طلبًا إلى الحكومة السويسرية للتحقيق في مؤسسة غزة الإنسانية للتحقق من التزامها بالقانون السويسري ومدى التزامها بالقانون الدولي الإنساني وحيادتها في الصراع القائم. في 2 يوليو، أعلنت الحكومة السويسرية نيتها إغلاق فرع مؤسسة غزة الإنسانية في جنيف لعدم وجود ممثل أو حساب مصرفي لها في البلد.
تساءل زعيم المعارضة الإسرائيلية، يائير لابيد، في 26 مايو 2025، حول ما إذا كانت الحكومة الإسرائيلية هي من يقف وراء تمويل مؤسسة غزة الإنسانية، إذ قال «هل يمكن أن تكون الأجهزة الأمنية الإسرائيلية قد كُلفت من قبل رئيس الوزراء ووزير المالية بنقل أموال الدولة إلى الخارج، لتعاد لاحقًا إلى غزة في شكل مساعدات إنسانية؟»
وصرحت منظمة العفو الدولية في 29 مايو 2025 أن "مؤسسة غزة الإنسانية المدعومة من إسرائيل والولايات المتحدة هي مخطط مساعدات غير شرعي وغير إنساني يهدد بانتهاك القانون الدولي"، ذكرت المنظمة في 3 يونيو «يجب أن توزَّع المساعدات من خلال وسائل آمنة وفعالة تحفظ كرامة الناس، ويديرها عاملون محترفون في مجال المساعدات الإنسانية، وليس شركات الأمن الخاصة».
وصف المرصد الأورومتوسطي لحقوق الإنسان، في 16 يونيو 2025، مؤسسة غزة الإنسانية بأنها مسؤولة مسؤولية مباشرة عن تصاعد الجرائم الإسرائيلية بحق المدنيين المجوعين في قطاع غزة، وإن «النموذج الذي تتبناه يقوم على استدراج المدنيين الغزيين إلى نقاط توزيع تدار بالتنسيق مع الاحتلال الإسرائيلي، حيث يتعرضون للقتل والإصابة والمعاملة القاسية المهينة».
أصدرت منظمة أطباء بلا حدود بيانًا في 27 يونيو 2025 طالبت فيه بوقف نشاط مؤسسة غزة الإنسانية لأنها تتسبب «بمجازر متكررة»، وأيضًا «لإنهاء الإهانة المفروضة على الفلسطينيين».
صدر في 1 يوليو 2025 بيان عن 170 منظمة خيرية في جنيف، يدعو إلى الضغط على إسرائيل لوقف خطة مؤسسة غزة الإنسانية وإعادة نظام توزيع المساعدات التي تديره الأمم المتحدة. من بين الموقعين على البيان منظمة العفو الدولية ومنظمة أوكسفام والمجلس النرويجي للاجئين.
في 25 يوليو، نظم محتجون وقفة احتجاجية في فرجينيا أمام منزل جون أكري، مدير مؤسسة غزة الإنسانية.

## قتل الفلسطينيين أثناء محاولتهم الحصول على المساعدات من منافذ المؤسسة
- 27 مايو 2025، في أول أيام عمل مؤسسة غزة الإنسانية، قتل 3 أشخاص، ووصف رئيس منظمة عمل وتشغيل اللاجئين الفلسطينيين (الأونورا) عمل GHF بأنه "إلهاء\تشتيت عن الفظائع". أصيب 46 شخصا واعلن المركز الفلسطيني للمفقودين والمخفيين قسرًا عن 7 مفقودين على الأقل.[44]
- 28 مايو 2025، قتل 10 أشخاص وأصيب 89 آخرون، معظمهم في مخزن في وسط غزة أثناء تدفق آلاف المجوعين عند الشبك، فقدت GHF السيطرة وأطلق الجيش الإسرائيلي النار على الحشود. لكنهما أنكروا ضحاياهم.[45]
- 1 يونيو 2025، أكثر من 30 شخصا قتلو وأصيب أكثر من 200 عندما بدأ الجيش الإسرائيلي بإطلاق النار على جموع من المجوعين حول مركز GHF في رفح. الجيش أنكر ذلك بينما إستنكر رئيس الأونورا عمل GHF قائلا "إن توزيع المساعدات تحول إلى فخ للقتل"[46]
- 2 يونيو 2025، أكثر من 20 فلسطيني قتلو وأصيب أكثر من 122. قوات الاحتلال الإسرائيلي ومؤسسة غزة الإنسانية أنكرا وقوع ضحايا.[47]
- 3 يونيو 2025، 27 قتيل و127 مصاب عندما فتحت القوات الإسرائيلية النار على ما أسموه "فلسطينيون مشتبه بهم". الهجوم وصف على لسان رئيس الأمم المتحدة لحقوق الإنسان فولكر تورك أنها جريمة حرب.[48]
- 6 يونيو 2025، قتل 8 فلسطينيين وجرح 142 عند ميدان يبعد 1 كم من منفذ توزيع رفح، قال رئيس المؤسسة الجديد "لا يمكننا التحكم بما يحدث في الخارج" وأنه من المتوقع أن تكون هناك حوادث في الخارج، مثل أي حرب على حد تعبيره[49]
- 8 يونيو 2025 - مقتل 11 شخصًا وإصابة 193 آخرين في نقطتي توزيع تابعة لمؤسسة غزة الإنسانية في رفح. وتجدر الإشارة إلى أن هذه المراكز مقامة داخل المناطق العسكرية الإسرائيلية - حيث لا يمكن لوسائل الإعلام المستقلة الوصول إليها. ونفت GHF وقوع أي أعمال عنف في مواقعها أو حولها.
- 9 يونيو 2025، 11 قتيلًا و249 جريحًا عندما أطلقت القوات الإسرائيلية و"مسلحون محليون متحالفون معها" النار على حشد كان متجهًا إلى مركز التوزيع. هذا هو أول ذكر لميليشيات محلية مسلحة من قبل الجيش الإسرائيلي تطلق النار على الفلسطينيين في المناطق العسكرية الإسرائيلية.
- 10 يونيو 2025 - 36 شخصًا، وفقًا للمنظمة العالمية للمعلومات العسكرية، وأفادت وكالة رويترز بمقتل 17 فلسطينيًا على الأقل بنيران إسرائيلية. يقول الجيش الإسرائيلي إن هذه كانت "طلقات تحذيرية على مشتبه بهم" و"شكلوا تهديدًا للقوات". وأصيب 295 شخصًا بجروح.
- 11 حزيران/يونيو 2025 - 57 فلسطينيًا قتلوا و363 جريحًا - وهو أعلى رقم مسجل منذ بدء العمليات. حذرت مؤسسة غوث وتشغيل اللاجئين الفلسطينيين الأونوروا GHF من "مسؤوليتها القانونية المحتملة عن التواطؤ في جرائم الحرب الإسرائيلية والجرائم ضد الإنسانية ضد الفلسطينيين"[50]
- 12 يونيو 2025 - مقتل 21 فلسطينيًا وإصابة 294 آخرين برصاص طائرات إسرائيلية بدون طيار أثناء مهاجمتها أشخاصًا ينتظرون الحصول على الطعام والإمدادات الأساسية بالقرب من مركز تابع لمؤسسة غوث وتشغيل اللاجئين الفلسطينيين. رئيس وكالة الأمم المتحدة لإغاثة وتشغيل اللاجئين الفلسطينيين في الشرق الأدنى (الأونروا) يصفها بـ"ألعاب الجوع الديستوبية".[51]
- 13 و14 حزيران/يونيو 2025 - استُشهد 29 فلسطينيًا وأصيب 380 آخرين، معظمهم في وسط غزة. في هذه المرحلة، انقطع الإنترنت عن غزة لأكثر من يومين، مما جعل من الصعب على الناس معرفة متى كانت GHF مفتوحة أو مغلقة.[52]
- 15 يونيو 2025، قتل الجيش الإسرائيلي 26 فلسطينيًا وأصاب 117 آخرين أثناء محاولتهم الحصول على الطعام في مواقع تقديم المساعدات التابعة للصندوق. وقد وصفها المنتقدون بأنها "مسالخ بشرية" و"مصائد"[53]
- 16 يونيو 2025، قتل 34 فلسطينيًا على الأقل في مركزين للتوزيع في غزة. لا توجد أرقام عن عدد الجرحى حتى الآن، لكن التقارير الإعلامية تشير إلى أن هذا هو "الأكثر دموية حتى الآن" على الرغم من أن الحصيلة كانت أعلى في 11 حزيران/يونيو.[54]
- 17 يونيو 2025، القوات الإسرائيلية تقتل 59 فلسطينيًا وتجرح أكثر من 200 أثناء انتظارهم في طابور الطعام في مركز تابع لمؤسسة غزة الإنسانية. أفاد شهود عيان وأطباء أن الأمر لا يقتصر على إطلاق النار فحسب، بل إن الدبابات تطلق النار على الناس.[55]
- 18 يونيو 2025، قتل 12 فلسطينيًا وإصابة 172 آخرين أثناء سعيهم للحصول على المساعدات عندما فتحت القوات الإسرائيلية النار على آلاف اصطفوا بالقرب من مركز توزيع GHF. رفضت GHF التعليق وقالت إنها وزعت المواد الغذائية ”دون وقوع حوادث" بينما أعلن فيليب لازاريني على حسابة الرسمي بصفته مسؤول وكالة الغوث وتشغيل اللاجئين الفلسطينيين (الأونورا)«جُعلت حياة الفلسطينيين بلا قيمة!  لقد أصبح من المعتاد الآن إطلاق النار وقتل الناس اليائسين والجائعين أثناء محاولتهم جمع القليل من الطعام من شركة مكونة من مرتزقة.» و«نظام يتعمد إلحاق الأذى بالناس تحت ستار ”المساعدات الإنسانية“ بالكذب والخداع والقسوة! إن دعوة الناس الجائعين إلى الموت جوعاً هو جريمة حرب. يجب محاسبة المسؤولين عن هذا النظام.» داعيا لإعادة العمل بالمبادئ الإنسانية وللسماح للخبراء بالقيام بعملهم وتقديم المساعدة باحترام وكرامة.[56]
- 19 يونيو 2025، قتل القوات الإسرائيلية 31 فلسطينيا قرب منافذ مؤسسة غزة الإنسانية، ,صرح الجيش الإسرائيلي لوكالة فرانس برس بأن القتل حصل بضربة جوية.[57]
- 21 يونيو 2025، إسرائيل تقتل 11 فلسطينيا بينهم 3 أطفال وتجرح 312 وهم مصطفون قرب منافذ GHF.[58]
- 22 يونيو 2025، القوات الإسرائيلية تقتل 6 فلسطينيين قرب منفذ لGHF قرب منطقة المواصي، وعشرات الجرحى بقصف طائرة إسرائيلية.[59]
- 23 يونيو 2025، القوات الإسرائيلية تقتل 13 على الأقل قرب منافذ لGHF عند رفح أو محور نتساريم.[60]
- 24 يونيو 2025، 49 فلسطيني قتلوا على يد القوات الإسرائيلية قرب منافذ GHF وإصابة 197.[61]
- 25 يونيو 2025، إسرائيل تقتل 33 فلسطيني برصاص وقذائف الدبابات الإسرائيلية قرب منافذ GHF.[62]
- 26 يونيو 2025، تقارير تشير بأن الجنود الإسرائيليين قتلوا 3 في طوابير المساعدات.[63]
- 2 يوليو 2025، إسرائيل وحلفاءها يقتلون 45 فلسطينيا اثناء سعيهم للحصول على مساعدات.[64]
- 3 يوليو 2025، قتل 12 وإصابة 49 في ضربة إسرائيلية طالت الباحثين عن المساعدات قرب منفذ GHF جنوب غرب خانيونس.[65]

### الحديث عن منهجية القتل من داخل الجيش الإسرائيلي
في 27 يونيو نشرت الصحيفة الإسرائيلية هآرتس تقريرًا أوردت فيه شهادات جنود إسرائيليين أشار أحدهم إلى أن قتل المدنيين الفلسطينيين الباحثين عن المساعدات أصبح أمرًا روتينيًّا للجيش الإسرائيلي، وأشار جندي آخر إلى أن استهداف المدنيين الباحثين عن المساعدات هو أيديولوجية القادة الميدانيين.